# سد فریم صحرا
سد مخزنی فریم صحرا واقع در روستای مجی که سد خاکی با هسته رسی می‌باشد در ۶۰ کیلومتری جنوب شرقی ساری  بر روی رودخانه  عروس و داماد از سرشاخه‌های تجن در سال ۱۳۷۹ برای زیv کشت بردن ۱۲۷۰ هکتار اراضی کشاورزی و با هزینه ۲۹،۶۷۴،۰۰۰،۰۰۰ ریال احداث شد.